# بنای یادبود فلیکس دزرژینسکی، مسکو
بنای یادبود فلیکس دزرژینسکی (روسی: Памятник Дзержинскому، ت. «Pamyatnik Dzerzhinskomu» که با نام مستعار آهن فلیکس نیز شناخته می‌شود (روسی: Железный Феликс، ت. «Zheleznyy Feliks») به یادبود فلیکس دزرژینسکی (۱۸۷۷–۱۹۲۶)، انقلابی بلشویک و رئیس دو سازمان اول پلیس مخفی امنیت دولتی شوروی، چکا و OGPU، ساخته شده است. این بنای برای یادبود طراحی شده است. و شامل مجسمه‌ای از دزرژینسکی که توسط یوگنی ووچتیچ تراشیده شده بود، در سال ۱۹۵۸ در میدان دزرژینسکی، مسکو، در کنار ساختمان لوبیانکا نصب شد.

## تاریخچه

### ساخت و رونمایی
در سال ۱۹۱۸، کمیسیون فوق‌العاده سراسری روسیه در ساختمان‌های میدان لوبیانسکا مستقر بود که بنیانگذار و اولین رئیس آن فلیکس دزرژینسکی بود، که بعدها ریاست سایر آژانس‌های پلیس مخفی امنیتی دولتی مستقر در آنجا را بر عهده گرفت. در پاییز ۱۹۲۶، اندکی پس از مرگ دزرژینسکی، میدان لوبیانکا با تصمیم هیئت رئیسه شورای شهر مسکو به میدان دزرژینسکی تغییر نام داد.
در سال ۱۹۴۰، مسابقه‌ای برای پروژه بنای یادبود دزرژینسکی اعلام شد که سارا لبدوا، که یک پرتره مجسمه‌ای در اندازه واقعی از دزرژینسکی خلق کرده بود، برنده آن شد، اما پروژه او اجرا نشد.
ساخت این بنای یادبود در ژوئیه ۱۹۵۸ آغاز شد، مجسمه توسط یوگنی ووچتیچ تراشیده شد و طراحی کلی آن انجام شده. این بنای یادبود در سال ۱۹۵۸، بیرون ساختمان لوبیانکا، که مقر سرویس‌های امنیتی شوروی، OGPU، کمیساریای خلق در امور داخلی (مسئول کشتارهای ناشی از پاکسازی‌های استالین در دهه سی)، کمیساریای خلق در امور امنیت کشور،  MGB و کاگ‌ب بود، برای بازدید عموم افتتاح شد.

### کودتای آگوست و جابجایی پارک موزئون
عصر روز ۲۲ آگوست ۱۹۹۱، اندکی پس از شکست کودتای کمیته اضطراری دولتی، هزاران نفر در اطراف ساختمان کا گ ب در میدان لوبیانکا جمع شدند و به دنبال سرنگونی مجسمه دزرژینسکی بودند، چرا که آن را نمادی از گذشته وحشیانه شوروی می‌دانستند. مردم کلمات «جلاد»، «دجال»، «فلیکس تمام شد» و نماد کلیسای ارتدکس روسیه را روی پایه مجسمه اسپری کردند.
عصر همان روز، مردم از مجسمه بالا رفتند و طناب‌هایی را که به یک کامیون متصل بود، به آن وصل کردند. سرنگون کردن این بنای یادبود به این شکل، خطر آسیب رساندن به ایستگاه متروی لوبیانکا در مجاورت آن را به همراه داشت. برای جلوگیری از این امر، معاون رئیس شورای شهر مسکو،... خطاب به جمعیت سخنرانی کرد و قطعنامه‌ای را به شورای شهر مسکو ارائه داد تا این بنای یادبود برداشته شود. سپس این بنا با یک جرثقیل ساختمانی برچیده شد و به زمین بایر نزدیک ساختمان جدید گالری ترتیاکوف منتقل شد. در سال ۱۹۹۲، این بنای یادبود بدون هیچ مراسمی به پارک یادبود سقوط کرده، جایی که سایر بناهای تاریخی دوران شوروی جمع‌آوری شده بودند، انداخته شد.

### نصب مجدد در سال ۲۰۲۳
در طول سال‌ها، بحث‌هایی در مورد بازگرداندن یا عدم بازگرداندن بنای یادبود دزرژینسکی به میدان لوبیانکا وجود داشته است، به خصوص پس از آنکه ولادیمیر پوتین، که خود مأمور سابق کا گ ب بود، در سال ۲۰۰۰ رئیس‌جمهور روسیه شد. سرانجام این بنای یادبود در ۱۱ سپتامبر ۲۰۲۳ دوباره برپا شد، اما این بار در مقابل دفتر مرکزی سرویس اطلاعات خارجی روسیه در خارج از مسکو.